# Croisé (chien)
Pour les articles homonymes, voir Croisé (homonymie).

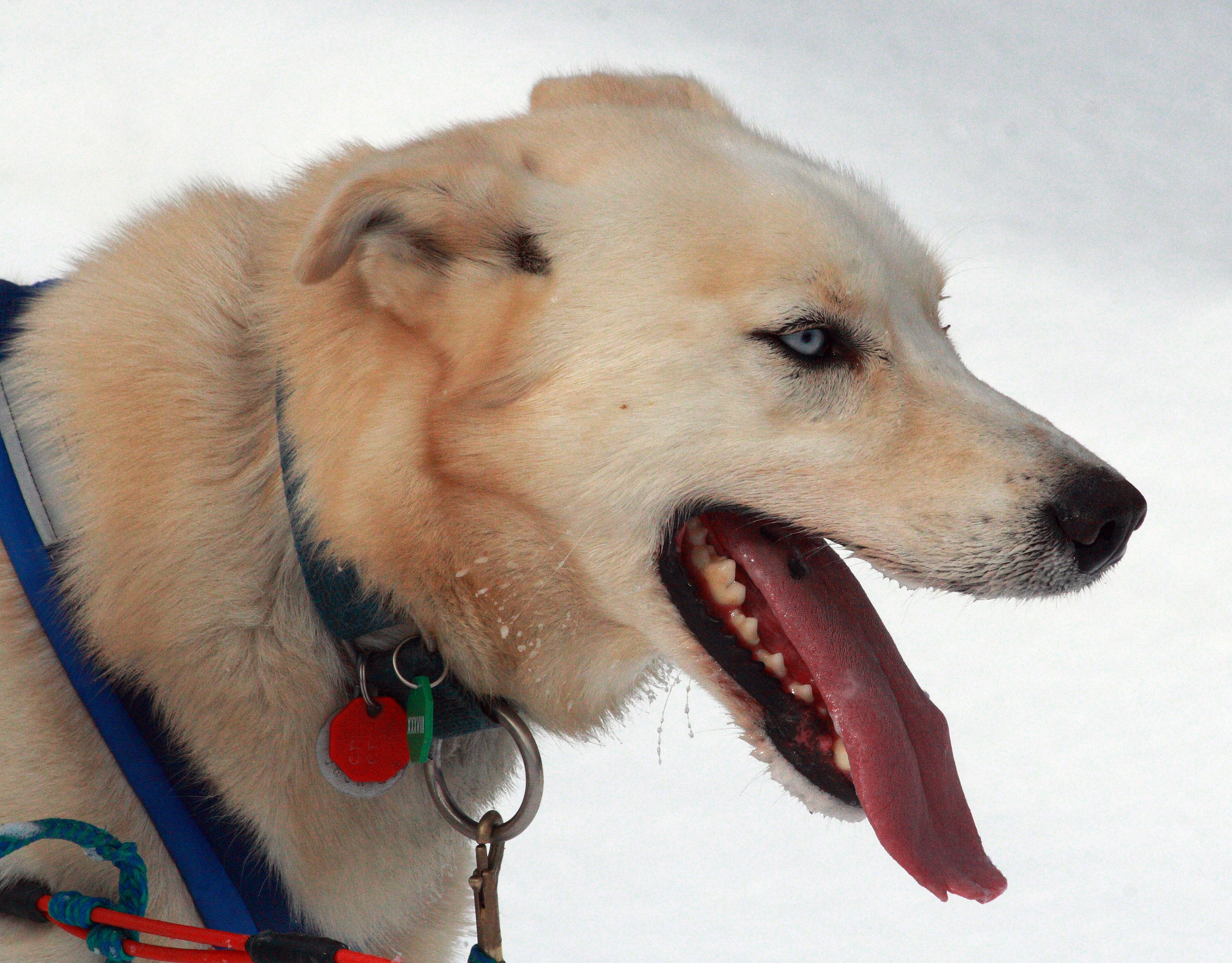
L'Alaskan Husky est un type de chien de traîneau croisé de manière continue dans le but d'améliorer ses performances en compétition.

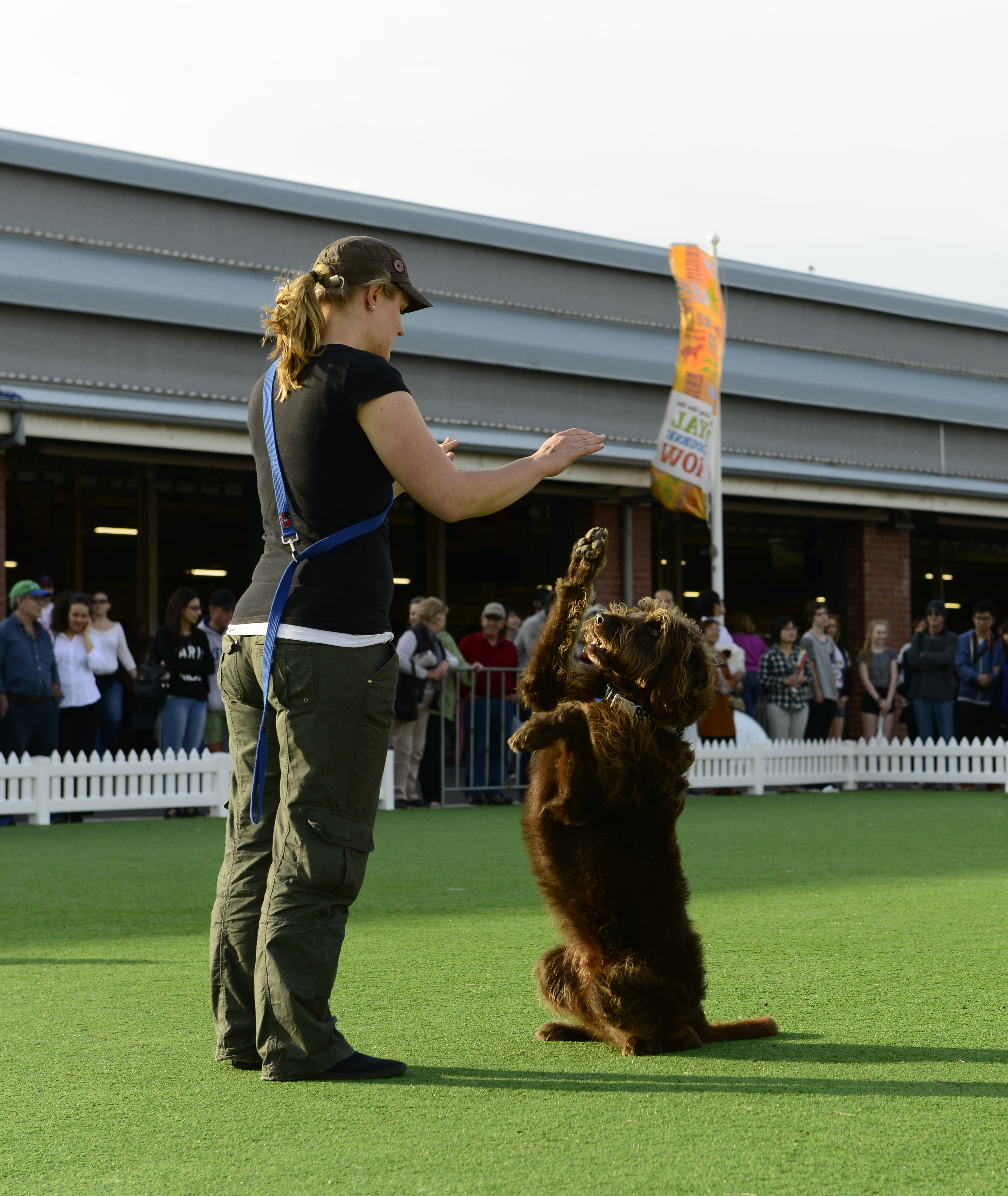
Le Labradoodle, un « designer dog » utilitaire issu d'un croisement entre un labrador et un caniche, effectué dans le but d'obtenir un chien d'assistance hypoallergénique.

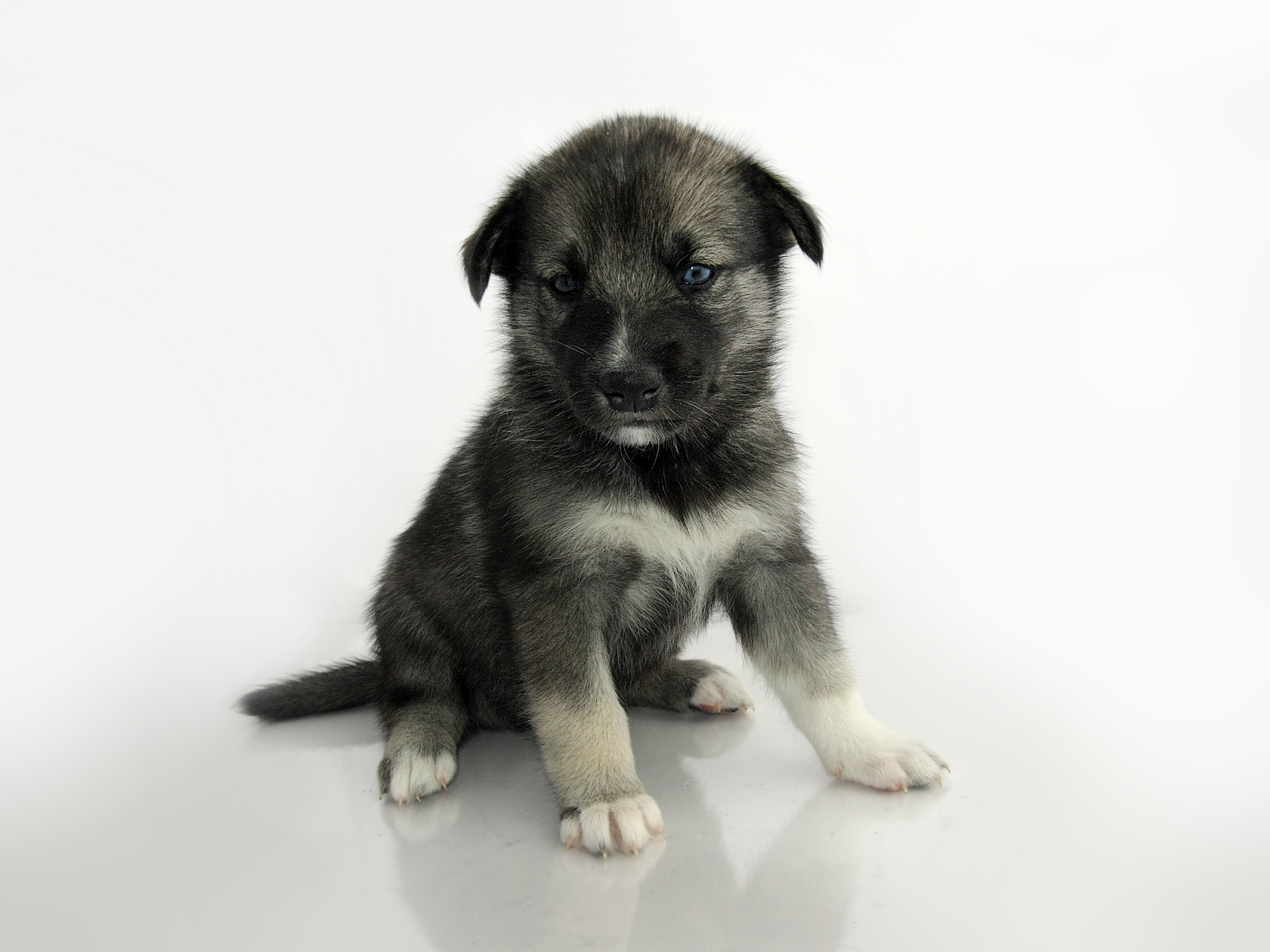
Chiot Pomsky, un « designer dog » de compagnie issu d'un croisement entre un Spitz Loup et un Husky sibérien.

On appelle croisé ou bâtard, un chien domestique qui n'est conforme à aucun standard (aspect physique ou généalogie) établi par un club de race canine. Il peut être issu d'une reproduction involontaire (on parle alors couramment de  « bâtard ») comme c'est le cas de nombreux chiens de compagnie, ou d'un croisement délibéré dans le but de combiner les caractéristiques des deux parents. Ces croisements volontaires sont anciens et courants dans le milieu des chiens d'attelage et de course (Alaskan Husky, Greyster, Eurohound, etc.) ou chez les lévriers (Lurcher, Long Dog, etc.) mais ils se font aujourd'hui de plus en plus nombreux pour d'autres types de chiens avec l'apparition des designer dogs (Pomsky, Labradoodle, Cockapoo, etc.). Réputé plus rustique, le chien croisé bénéficie de l'effet d'hétérosis. Les études vétérinaires montrent en effet que les chiens croisés ont une espérance de vie supérieure aux chiens de race,, qu'ils vivent en moyenne en meilleure santé et qu'ils ont un risque très significativement moindre de développer une maladie génétique. Elles montrent également que les chiens croisés ont en moyenne de meilleures aptitudes intellectuelles en raison notamment de meilleures capacités de résolution de problèmes et d'une plus grande performance de construction visio-spatiale.

## Terminologie

### Croisé, bâtard ou corniaud

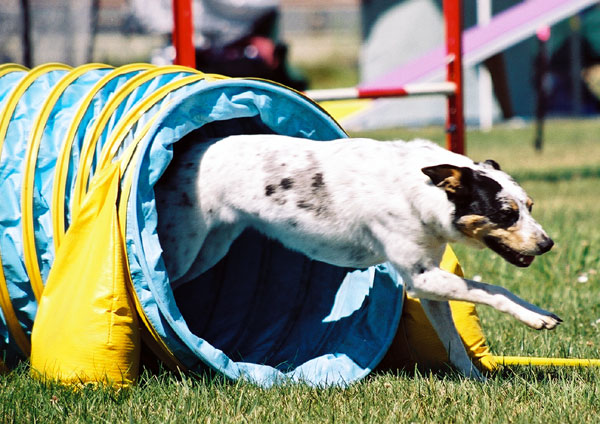
Chien de compagnie de type « bâtard » pratiquant l'agility.

Dans les pays francophones le terme « croisé » est généralement préféré à « bâtard » par les personnes qui veulent éviter les connotations négatives associées à ce dernier terme. En allemand, c'est également la notion de mélange qui est utilisée (Mischlingshund). Toutefois, lorsque le terme de croisé est utilisé pour des chiens dont aucun parent ne répond à un standard ou qui ne répondent pas à une logique délibérée de sélection, il s'agit techniquement d'un abus de langage. L'affirmation que ces chiens doivent être un mélange de races définies peut provenir d'une mauvaise compréhension des origines de races de chien. Les races dites pures ont été, pour la plupart, créées artificiellement par sélection humaine dans le but d'isoler certaines caractéristiques physiques ou comportementales. Les chiens qui n'appartiennent pas à une race ne sont donc pas nécessairement un mélange de races définies. Par conséquent, pour les experts et les amateurs de ces chiens n'ayant jamais été standardisés, « bâtard » ou  « corniaud » sont encore les termes les plus appropriés.

### Termes régionaux et argotiques
Aux États-Unis, les termes cur, tyke, mutt et mongrel (bâtard) sont utilisés, parfois de manière péjorative, mutt (cabot) peut l’être de manière affectueuse. Certains registres américains et des clubs de chien qui acceptent les chiens de race mixte utilisent la description de race All American. Au Royaume-Uni, le terme mongrel, bâtard, est le mot technique officiel.
En français, on parle de chien bâtard, corniaud, cabot.
Certains noms se basent sur la géographie, le comportement, ou la nourriture. À Hawaï, on parle de chien poi, même s’ils n’ont rien en commun avec cette race éteinte de l'île. Aux Bahamas et dans les îles Turques-et-Caïques, le terme commun est chien potcake (en référence aux restes de table dont ils sont nourris). Aux Philippines, les chiens errants de race mixte sont souvent appelés askal, une contraction en tagalog dérivée de Asong Kalye (« chien de rue »). À Porto Rico, ils sont connus comme des chiens Sato ; au Chili et en Bolivie, ils sont appelés quiltros. Au Costa Rica, le terme courant est zaguate, provenant du nahuatl zahuatl, qui fait référence à la maladie de la gale. Dans la région rurale du sud des États-Unis, un petit chien de chasse est désigné par feist.
Les termes d'argot sont également fréquents. Aux États-Unis, Heinz 57, Heinz ou Heinz Hound est souvent utilisé pour les chiens d'ascendance incertaine, en référence à « 57 variétés », slogan de l'entreprise Heinz. En Australie, bitsa (ou bitzer) est parfois utilisé, dans le sens "morceaux de ci, de là". Au Brésil et en République dominicaine, le nom utilisé est vira-lata (« renverse-benne »), en raison des chiens errants qui renversent les poubelles pour trouver de la nourriture. À Terre-Neuve, un petit chien de race mixte est connu comme un cracky, d'où l'expression « hardi comme un cracky » désignant familièrement une personne à la langue acérée.

## Apparence

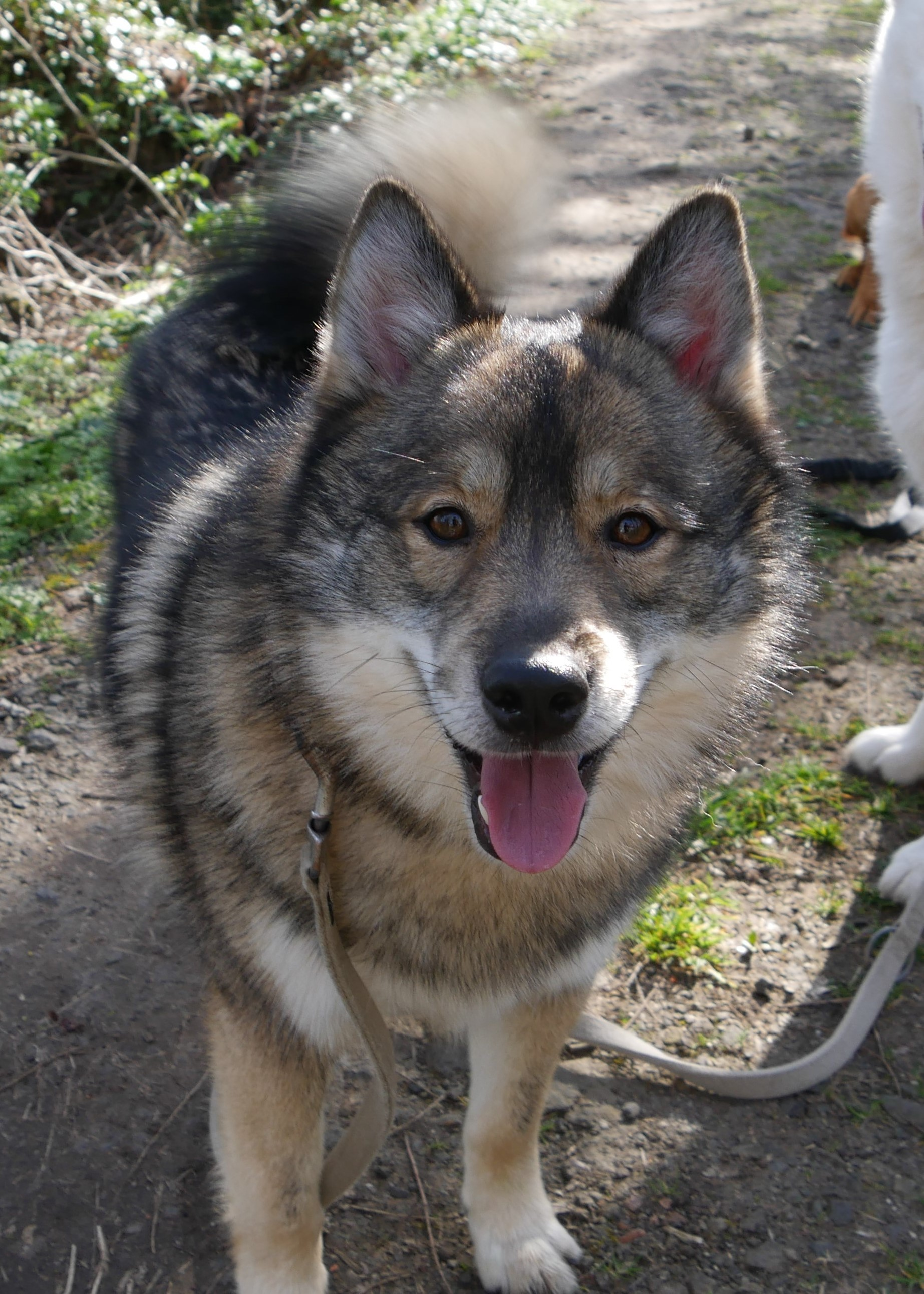
Chien de 5 ans issu d'un croisement entre un Spitz et un Husky

Quand les races se mélangent, leur progéniture manifeste une grande variété d'aspects : certains peuvent ressembler de très près à l'une des races qui les composent, tandis que d'autres présentent des caractéristiques des deux races. Cependant, si on continue à croiser les générations suivantes ensemble, elles vont tendre vers un aspect plus ou moins similaire.

## Espérance de vie
Dans une étude nord-américaine de 1997, l'effet de la race sur l'espérance de vie du chien a été analysé à l'aide des données de mortalité de 23 535 chiens de compagnie. Les données ont été obtenues auprès d'hôpitaux d'enseignement vétérinaire en Amérique du Nord. L'âge médian au moment du décès a été déterminé pour les chiens de race et croisés de différents poids. L'étude concluait qu'à poids égal, les chiens croisés vivaient en moyenne 1,8 année de plus que les chiens de races.
Une étude de 2013 portant sur 102 609 chiens dans le centre et le sud-est de l'Angleterre a constaté que les chiens croisés vivaient en moyenne 1,2 année de plus que les chiens de races.
En 2018, en France, une étude de l'Université Paul-Sabatier de Toulouse portant sur dix années aboutissait à des conclusions similaires, à savoir une espérance de vie supérieure pour les chiens croisés.

## Maladies génétiques
(août 2015).
Si vous disposez d'ouvrages ou d'articles de référence ou si vous connaissez des sites web de qualité traitant du thème abordé ici, merci de compléter l'article en donnant les références utiles à sa vérifiabilité et en les liant à la section « Notes et références ».
La théorie de la vigueur hybride suggère qu'en tant que groupe, les chiens d'ascendances variées seront en meilleure santé que leurs homologues de race pure. Chez les chiens de race, chiens d'apparence très similaire intentionnellement, la reproduction sur plusieurs générations produit des animaux qui portent souvent les mêmes allèles, dont certains sont nuisibles. Si la population de la race est petite, sa diversité génétique peut devenir très faible au bout d'un certain temps.
Quand les humains sélectionnent certains chiens pour de nouvelles races, ils isolent artificiellement ce groupe de gènes et causent plus de copies de ce gène que celles qui auraient eu lieu naturellement. Dans un premier temps, la population sera plus fragile en raison de l'absence de diversité génétique. Si la race de chien est très populaire, la diversité augmentera en raison de mutations. C'est pourquoi certaines des « anciennes » races sont stables. Un problème a lieu quand certains traits trouvés dans le standard de la race sont associés à des troubles génétiques. La force sélective artificielle favorise la duplication de la maladie génétique, car elle est liée à un trait physique souhaité.
La santé génétique des hybrides tend à être meilleure. Des caractéristiques de bonne santé ont été perdues dans de nombreuses lignées de chiens de race parce que des éleveurs de showdogs sont plus intéressés par la conformation (les attributs physiques des chiens par rapport à la norme de la race) que par la santé et le tempérament de travail pour lesquels le chien a été élevé.
Les populations sont particulièrement vulnérables lorsque les chiens de race sont étroitement liés. La consanguinité entre les animaux de race a créé divers problèmes de santé génétiques pas toujours apparents dans les populations moins uniformes. Les chiens de race mixte sont génétiquement plus diversifiés en raison de la nature plus aléatoire de l'accouplement de leurs parents. Cependant, « au hasard » n'est pas « aléatoire » pour un généticien. Les descendants de ces croisements pourraient être moins enclins à exprimer certaines maladies génétiques parce qu'il pourrait y avoir une chance diminuée que les deux parents portent les mêmes allèles récessifs néfastes, mais certains allèles récessifs délétères se produisent dans de nombreuses races apparemment sans rapport. Ainsi, un mélange de races n'est pas une garantie de santé génétique. Aussi, lorsque deux spécimens pauvres sont élevés, la progéniture pourrait hériter des pires traits des deux parents. On peut observer ceci chez les chiens des usines à chiots.
Les chiens de race pure ou mixte sont également sensibles à la plupart des maladies non-génétiques, telles que la rage, la maladie de Carré, les blessures, et l'infestation par des parasites.[citation nécessaire]
Plusieurs études ont montré que les chiens de race mixte ont meilleure santé. Une étude allemande conclut que « Les bâtards nécessitent un traitement vétérinaire moindre ».[citation nécessaire] Des études en Suède affirment que « les chiens bâtards sont moins sujets à maladies que le chien de race » et se référant à des taux de mortalité, « les bâtards sont toujours dans la catégorie à faible risque »[citation nécessaire]. Les données du Danemark suggèrent également que les races mixtes ont une longévité plus élevée en moyenne. Une étude britannique a montré des résultats similaires, mais quelques races (notamment Jack Russell Terrier, caniches miniatures et whippets) ont vécu plus longtemps que les races mixtes.

## Chiens d'attelage et de course
Les mushers et amateurs de lévriers font régulièrement des croisements afin d'obtenir des chiens plus performants pour les courses. Les principales lignées de chiens croisés sont les suivantes :

### Alaskan Husky

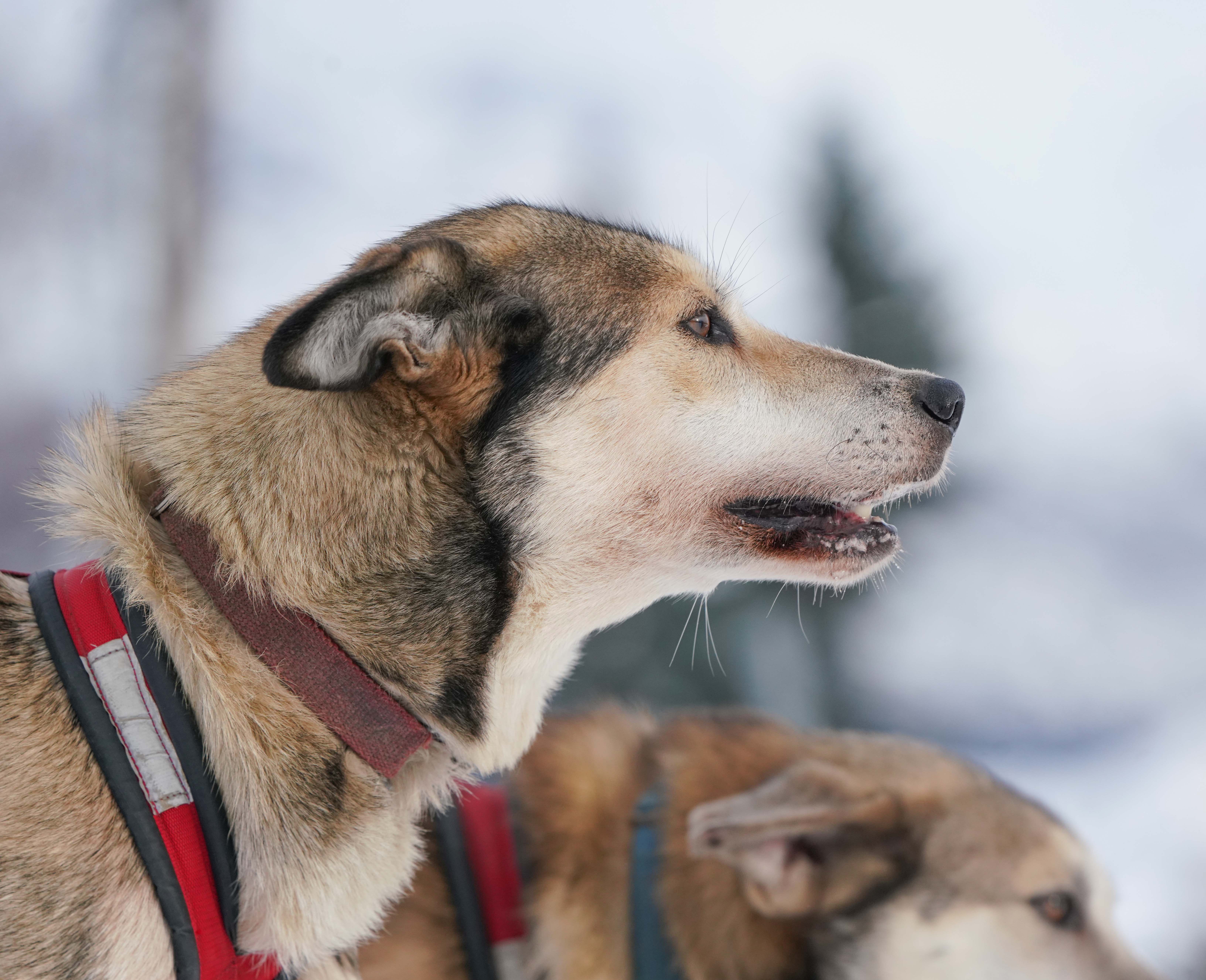
Deux Alaskans, un type de chien nordique croisé sélectionné pour sa performance lors de courses de traîneau.

L'Alaskan Husky ou Alaskan, est la plus ancienne lignée de chiens d'attelage croisée, dont la naissance remonte au XIXe siècle et est depuis en perpétuelle amélioration. Au sein de ces derniers on peut distinguer une lignée honorifique, le Seppala Siberian Sleddog, descendante du chien Togo.

### Eurohound

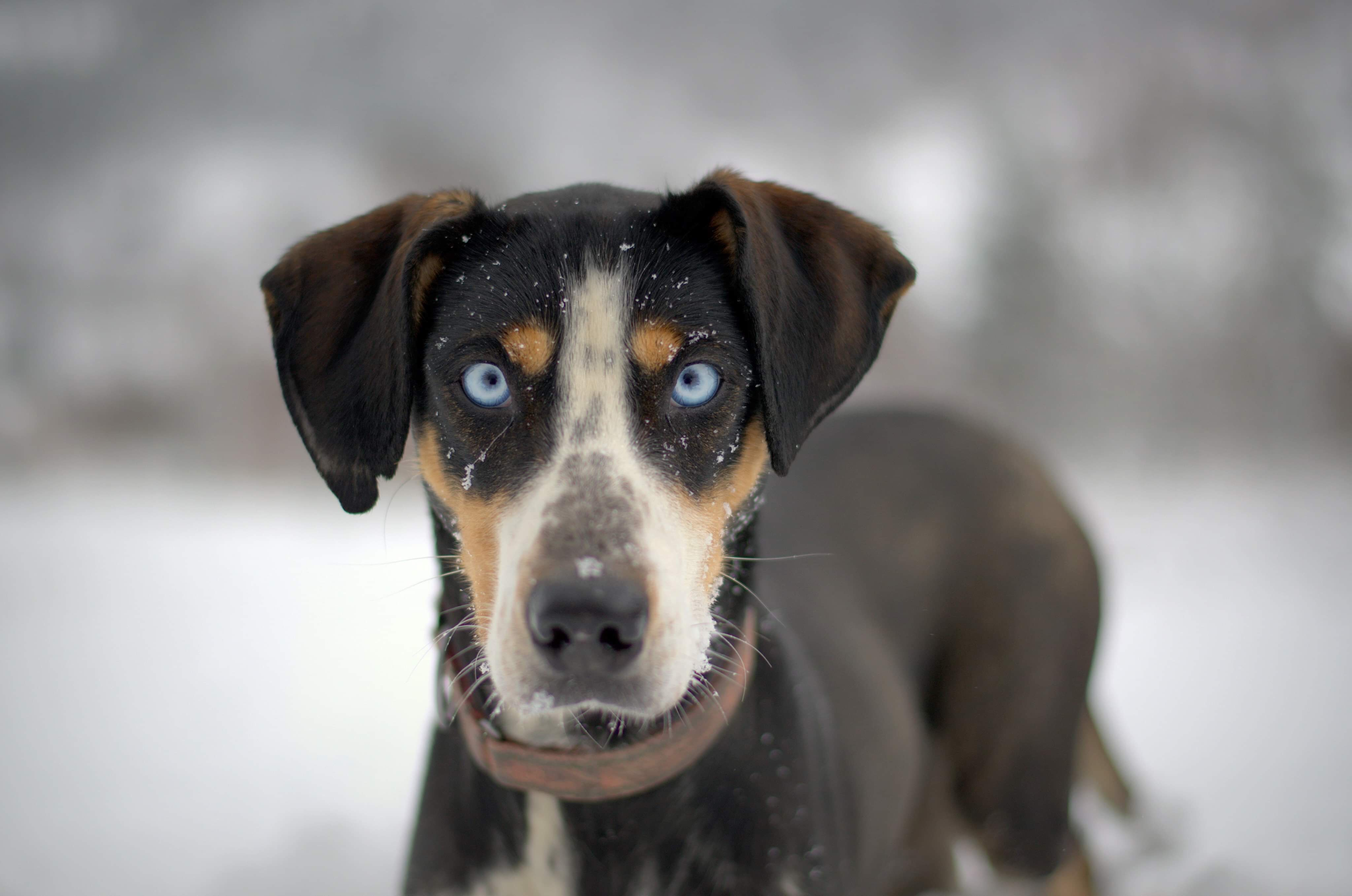
Jeune chien croisé de type Eurohound

L'Eurohound est une lignée d'origine scandinave issue de croisements entre des Alaskan Huskies, des Pointers anglais et des Braques allemands à poil court.

### Greyster

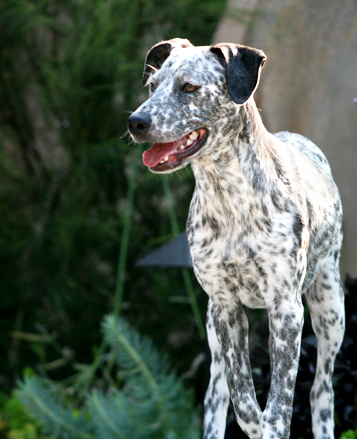
Jeune greyster, un type de chien croisé de course et d'attelage principalement utilisé sur courte distance.

Le Greyster désigne un croisement entre un braque allemand à poil court et un lévrier greyhound.

### Autres chiens d'attelage
- Chinook
- Mackenzie River Husky

### Croisements de lévriers

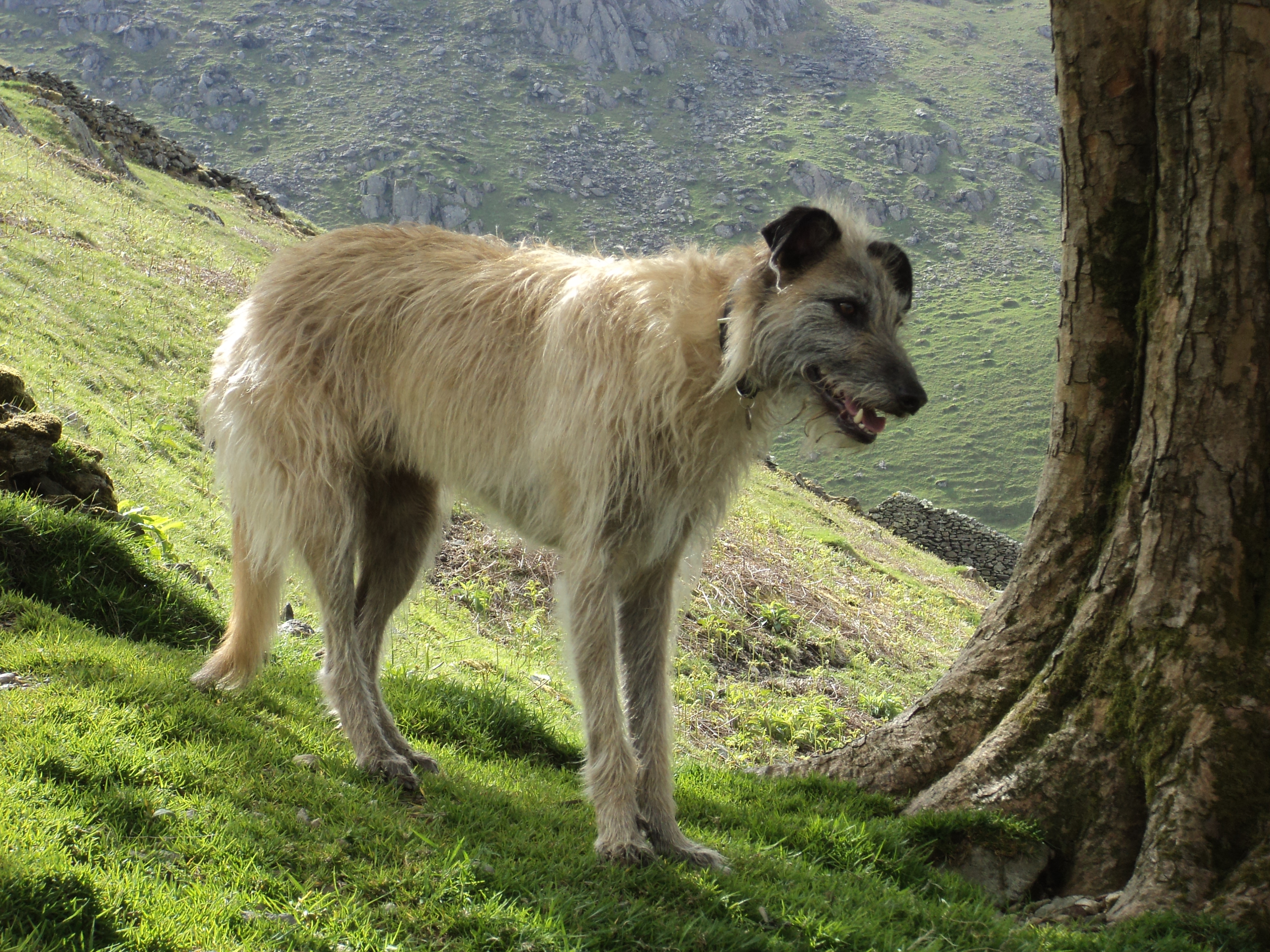
Un Lurcher à poils longs.

- Lurcher
- Lévriers croisés ou Long Dog

## Designer dogs

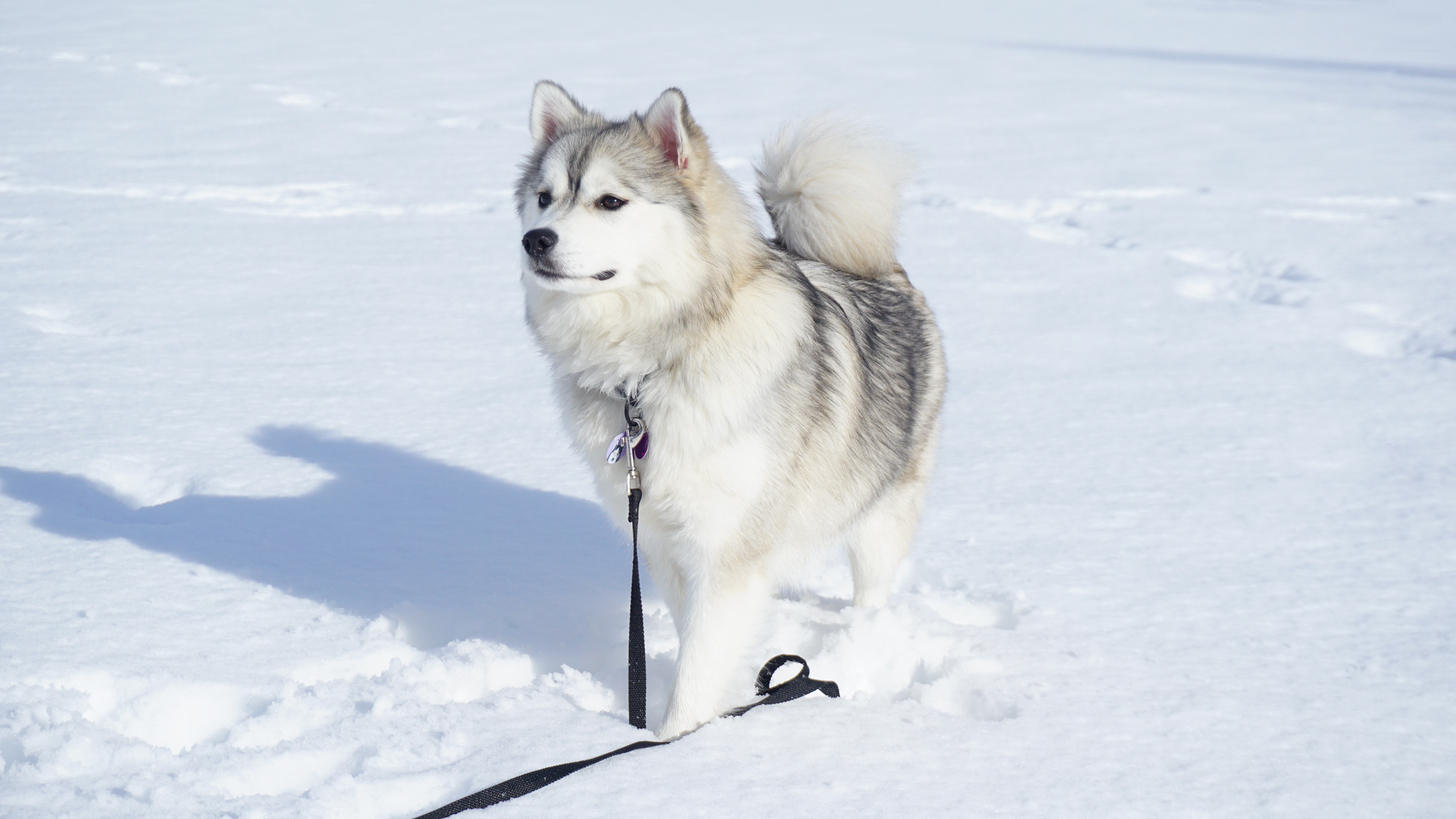
Le Pomsky est un chien de compagnie de type designer dog issu du croisement entre un Spitz nain et un Husky sibérien avec pour objectif de ressembler à un husky miniature aux traits juvéniles.

On appelle designer dogs des chiens croisés volontairement avec pour objectif d'en faire exclusivement des chiens de compagnie ou d'assistance. Ne sont ainsi pas considérés comme des designer dogs les chiens croisés de course ou d'attelage ainsi que plus largement les autres chiens de sport ou de travail.

## Autres sports canins

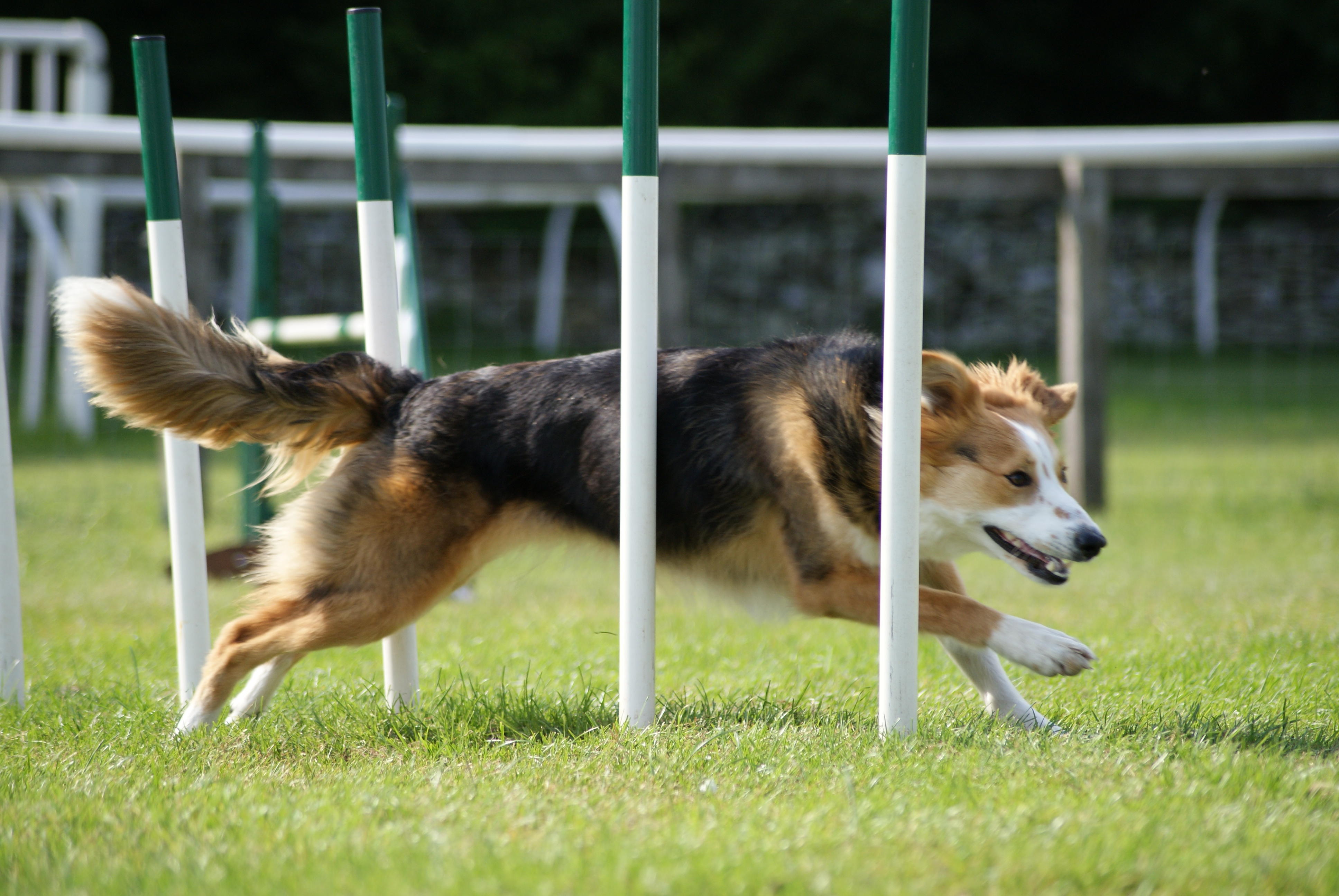
Chien de type « bâtard » pratiquant l'agility.

Les chiens croisés sont très présents dans l'ensemble des sports canins. On les retrouve ainsi dans l'obéissance, l'agilité, la flyball, le frisbee bien qu'ils fussent exclus des concours d'obéissance jusque dans les années 1980. La plupart des concours d'agilité et les organisations de flyball ont toujours été ouverts aux chiens croisés.
S'ils sont logiquement exclus des concours organisés par les clubs de race canine, le Kennel Club (Royaume-Uni) organise en revanche un concours intitulé Scruffts ouvert uniquement aux chiens croisés qui y sont jugés sur leur caractère, leur robustesse, leur santé et leur tempérament.

## Sources

### Traduction
- (en) Cet article est partiellement ou en totalité issu de l’article de Wikipédia en anglais intitulé « Mongrel » (voir la liste des auteurs).